# Hrant Maloyan

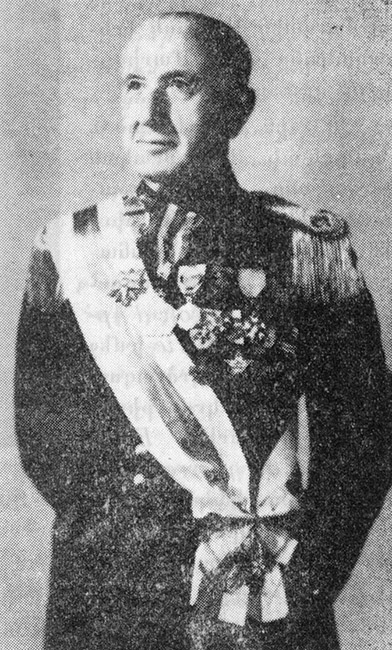
Hrant Maloyan

Hrant Maloyan (en arménien : Հրանտ Մալոյան), né le 29 novembre 1896 à Constantinople, et mort le 24 juillet 1978 en Californie, également connu sous le nom de Hrant Bek, est un officier militaire syro-arménien. Durant sa carrière il sert d'abord dans l'armée ottomane avant de devenir officier général dans l'armée syrienne puis est nommé commandant en chef des Forces de sécurité intérieures de Syrie. 

## Vie et carrière

### Éducation
Hrant Maloyan naît le 29 novembre 1896 à Constantinople, dans une famille catholique arménienne,. De 1905 à 1907, il est scolarisé au monastère mékhitariste de San Lazzaro degli Armeni, à Venise en Italie , puis jusqu'en 1912 chez les Frères maristes à Constantinople. Après avoir été élève pendant une année dans une école turque, il étudie le droit à la faculté de droit de Constantinople de 1913 à 1914. Il entre ensuite à l'Académie militaire turque dont il sort diplômé en 1916. 

### Carrière militaire
Durant la Première Guerre mondiale, Maloyan est réquisitionné dans l'armée ottomane et est envoyé à Suez où il est fait prisonnier avec son unité par les forces britanniques. En 1918, après avoir été libéré par les Britanniques, Maloyan se rend à Damas et se rallie au roi Fayçal Ier. En 1920, il rejoint l'armée française et intègre la Légion arménienne française. Parlant couramment cinq langues, Maloyan se voit attribuer la fonction de traducteur, mais aussi un poste de commandant de gendarmerie. Durant la campagne de Cilicie, il participe avec succès à certaines batailles comme celles de Marach et d'Amanos. En conséquence, Maloyan est nommé sous-officier en 1922.
En 1945, il est nommé général-commandant en chef des Forces de sécurité intérieures par le président syrien Choukri al-Kouatli, poste qu'il occupe jusqu'en 1949. Sa nomination est acclamée par les journaux syriens qui y voient un modèle de réussite et de diversité pour la société syrienne, pays nouvellement indépendant. Maloyan est reconnu pour avoir modernisé les forces de police syriennes et améliorer la discipline de celles-ci. Pendant la durée de son commandement le nombre de policiers dans les forces opérationnelles double. Il reste populaire, notamment parmi les habitants de la région de Lattaquié, bien après sa retraite.
Son commandement est marqué par la guerre israëlo-arabe de 1948, durant laquelle il instaure la loi martiale et des couvre-feux dans tout le pays, dans le but de préserver l'ordre public et d'éviter des émeutes à la suite de la défaite de la Ligue arabe. En 1946, le leader politico-religieux Salman al-Murshid (en) Salman al-Murshid, qui prône le séparatisme, est arrêté par Maloyan puis condamné à mort par un tribunal et exécuté.

### Fin de vie
Maloyan prend sa retraite militaire en 1949. Il travaille ensuite pour British Airways à Damas. Il émigre finalement aux États-Unis où il passe le reste de sa vie. Il meurt en 1978 en Californie. Son corps est rapatrié en Syrie et il a droit à des funérailles nationales qui voient la présence de nombreuses personnalités militaires et politiques, ainsi qu'une foule nombreuse. Il est enterré au cimetière arménien de Damas.
Maloyan a reçu des médailles de différents pays : Syrie, Liban, Égypte et France.

## Source de la traduction
- (en) Cet article est partiellement ou en totalité issu de l’article de Wikipédia en anglais intitulé « Hrant Maloyan » (voir la liste des auteurs).